# Cameron Humphreys
Cameron Humphreys, né le 22 août 1998 à Moston, un des districts de la ville de Manchester en Angleterre, est un footballeur anglais qui évolue au poste de défenseur central à Port Vale.

## Biographie

### "Débuts" à Manchester City (2016-2019)
Cameron Humphreys joue son premier match professionnel le 30 janvier 2016, à l'occasion du quatrième tour (qui équivaut aux seizièmes de finale) de la FA Cup 2015-2016 face à Aston Villa. Manuel Pellegrini (entraîneur de Manchester City à cette époque) décide alors de le faire rentrer à la 88e minute de jeu afin de remplacer Nicolás Otamendi, les Citizens gagnent aisément la rencontre en s'imposant 0 à 4 et passent au cinquième tour.
Cameron continue sur sa lancée en FA Cup en jouant la rencontre du cinquième tour face à Chelsea. Il rentre encore une fois en jeu, à la place de Fernando à la 78e minute, mais cette fois-ci c'est au tour de Manchester City de se faire éliminer sur un lourd score, ils perdent la rencontre 5 à 1. 
Ces deux rencontres jouées en l'espace d'un mois seront les seules de ses années de carrière avec Manchester City. Il est appelé à quelques reprises afin de jouer avec l'équipe première mais passera tous ces matchs sur le banc. Il passe l'entièreté de son temps avec les équipes de jeunes, l'équipe réserve (dont il devient accessoirement le capitaine) et même s'il impressionne en pré-saison, il ne convainc jamais Pep Guardiola (entraîneur de Manchester City à partir de février 2016).

### Arrivée en Belgique (depuis 2019)
Le 22 juin 2019, plusieurs médias belges annoncent l'arrivée d'Humphreys à Zulte-Waregem, il arrive librement et signe un contrat de trois ans avec le club flamand. Il déclare alors vouloir "passer au stade suivant de ma carrière" et "avoir entretenu des discussions enrichissantes avec Francky Dury (entraîneur de Zulte)", le média britannique Daily Mail déclare aussi que Cameron s'est décidé après avoir demandé l'avis de Vincent Kompany.
Ses débuts en Belgique sont compliqués, il joue très peu et n'est parfois même pas dans l'effectif de l'équipe première, en plus de cela s'ajoute une blessure aux genoux en septembre 2019. En janvier 2020, Zulte Waregem décide alors de prêter Cameron Humphreys à l'Excelsior Rotterdam (en deuxième division néerlandaise) pour une durée de 6 mois, ceci pour accumuler du temps de jeu et convaincre le staff de l'équipe première de le titulariser.
Il commence les 4 premières rencontres de la deuxième partie de saison sur le banc mais commence à être titularisé à partir du 21 février 2020, à l'occasion de la 27e journée d'Eerste Divisie 2019-2020 face au FC Den Bosch (victoire 6 à 4), il enchaîne après cela deux rencontres en tant que titulaire mais son ascension est alors stoppée net quand la KNVB (fédération royale néerlandaise de football) annonce la fin du championnat à cause de la pandémie de Covid-19.
Tout change pour Cameron lors de la saison 2020-2021 avec Zulte Waregem, il commence à être titularisé plus souvent et impressionne de par ses prestations et passe même le jeune capitaine Ewoud Pletinckx dans la hiérarchie des défenseurs centraux. À partir de la 12e journée du championnat face au Cercle Bruges KSV, il jouera toutes les rencontres en tant que titulaire et ne quittera plus le terrain de la saison, il s'impose alors en tant que titulaire indiscutable.

### En équipe nationale
Avec les moins de 17 ans, il participe à la Coupe du monde des moins de 17 ans en 2015. Lors du mondial junior organisé au Chili, il ne joue qu'une seule rencontre, face à la Corée du Sud. Avec un bilan de deux nuls et une défaite, l'Angleterre est éliminée dès le premier tour de la compétition.

## Statistiques
| Saison                | Club                       | Championnat           | Championnat | Championnat | Coupe nationale | Coupe nationale | Coupe de la Ligue | Coupe de la Ligue | Compétition(s) continentale(s) | Compétition(s) continentale(s) | Compétition(s) continentale(s) | Autres compétitions | Autres compétitions | Autres compétitions | Total | Total |
| Saison                | Club                       | Division              | M.          | B.          | M.              | B.              | M.                | B.                | Comp.                          | M.                             | B.                             | Comp.               | M.                  | B.                  | M.    | B.    |
| 2015-2016             | Manchester City            | Premier League        | -           | -           | 2               | 0               | -                 | -                 | C1                             | -                              | -                              | -                   | -                   | -                   | 2     | 0     |
| Sous-total            | Sous-total                 | Sous-total            | 0           | 0           | 2               | 0               | 0                 | 0                 | -                              | 0                              | 0                              | -                   | 0                   | 0                   | 2     | 0     |
| 2019-2020             | SV Zulte Waregem           | Jupiler Pro League    | 3           | 0           | -               | -               | -                 | -                 | -                              | -                              | -                              | -                   | -                   | -                   | 3     | 0     |
| 2020-2021             | SV Zulte Waregem           | Jupiler Pro League    | 26          | 0           | 1               | 0               | -                 | -                 | -                              | -                              | -                              | -                   | -                   | -                   | 27    | 0     |
| 2021-2022             | SV Zulte Waregem           | Jupiler Pro League    | 26          | 0           | 2               | 0               | -                 | -                 | -                              | -                              | -                              | -                   | -                   | -                   | 28    | 0     |
| Sous-total            | Sous-total                 | Sous-total            | 55          | 0           | 3               | 0               | 0                 | 0                 | -                              | 0                              | 0                              | -                   | 0                   | 0                   | 58    | 0     |
| 2019-2020             | Excelsior Rotterdam (prêt) | Eerste Divisie        | 3           | 0           | -               | -               | -                 | -                 | -                              | -                              | -                              | -                   | -                   | -                   | 3     | 0     |
| Sous-total            | Sous-total                 | Sous-total            | 3           | 0           | 0               | 0               | 0                 | 0                 | -                              | 0                              | 0                              | -                   | 0                   | 0                   | 3     | 0     |
| 2022-2023             | Rotherham United           | EFL Championship      | 38          | 0           | 1               | 0               | 1                 | 0                 | -                              | -                              | -                              | -                   | -                   | -                   | 40    | 0     |
| 2023-2024             | Rotherham United           | EFL Championship      | 25          | 0           | -               | -               | 2                 | 0                 | -                              | -                              | -                              | -                   | -                   | -                   | 27    | 0     |
| 2024-2025             | Rotherham United           | League One            | 40          | 2           | 1               | 0               | 1                 | 0                 | -                              | -                              | -                              | -                   | 4                   | 0                   | 46    | 2     |
| Sous-total            | Sous-total                 | Sous-total            | 103         | 2           | 2               | 0               | 4                 | 0                 | -                              | 0                              | 0                              | -                   | 4                   | 0                   | 113   | 2     |
| Total sur la carrière | Total sur la carrière      | Total sur la carrière | 161         | 2           | 7               | 0               | 4                 | 0                 | -                              | 0                              | 0                              | -                   | 4                   | 0                   | 176   | 2     |